# كريستيانو أفالوس
كريستيانو أفالوس (بالبرتغالية: Cristiano Ávalos dos Passos) هو لاعب كرة قدم برازيلي في مركز الدفاع، ولد في 27 ديسمبر 1977 في كاسكافل في البرازيل. لعب مع أتلتيكو باراناينسي وسوون سامسونغ بلووينغز ونادي أمريكا ونادي بارانا ونادي سانتوس ونادي ساو كايتانو.

## وصلات خارجية
- كريستيانو أفالوس على موقع دوري كوريا الجنوبية (الإنجليزية)
- كريستيانو أفالوس على موقع قاعدة بيانات كرة القدم.إي يو (الإنجليزية)